# Амаргазавр
Амаргаза́вр (лат. Amargasaurus, букв. «ящер из каньона Ла-Амарга») — род динозавров, живших в Аргентине в раннем меловом периоде, 130 млн лет назад.

## Этимология
Название «амаргазавр» происходит от названия каньона (Ла-Амарга), где были найдены останки.

## Описание

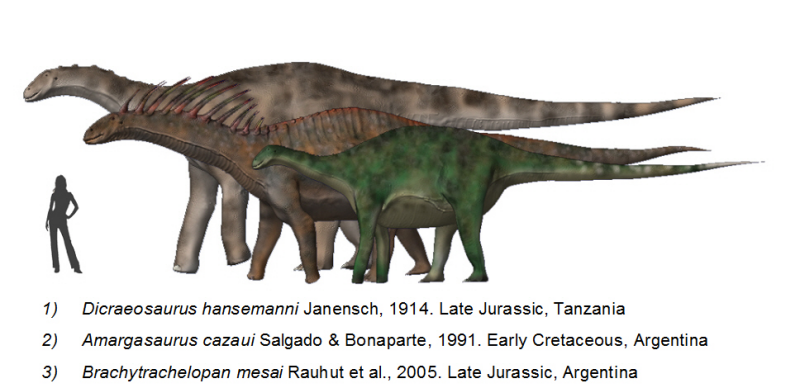
Амаргазавр в сравнении с другими дикреозавридами

Амаргазавр описан и назван Хосе Бонапарте в 1991 году. Точная длина неизвестна, так как хвост не был найден, однако она равнялась приблизительно 9-12 м (по некоторым источникам 14 м), высота — 3-3,7 м, вес — до 3700 кг.
Отличительные черты этого вида: слегка выступающие из челюсти зубы и два ряда 65-сантиметровых шипов. Согласно одной из теорий, шипы были покрыты роговой тканью и предназначались для защиты от хищников, а если верить другой теории, то у амаргазавра был некий парус, пронизанный кровеносными сосудами, как у спинозавра. Учитывая, то, что эта конструкция значительно ограничивала подвижность шеи амаргазавра нельзя сказать, что у ящера был парус; у динозавра не хватило бы сил, чтобы поднять всё это, да к тому же не смог бы поворачивать голову, однако у шипов были и плюсы; они помогали в брачных играх и защите от хищников.

## Виды
Научно описаны два вида амаргазавра: A. cazaui и A. groeben.

## Ареал
Ареал амаргазавра ограничен территорией нынешней провинции Неукен (Аргентина).

## Палеоэкология
В Аргентине с готеривского по аптский отделы мелового периода с амаргазавром обитали абелизаврид лигабуэйно и зауропод агустиния. Растительность тоже не отличалась разнообразием: в первую очередь это древовидные папоротники и хвойные (араукарии и сосны).
Этот динозавр рос сравнительно медленно для зауропода:
|        | 1 год       | 5 лет      | 30 лет     | 50 лет     | 65 лет     | 70 лет     | 85 лет     |
| ------ | ----------- | ---------- | ---------- | ---------- | ---------- | ---------- | ---------- |
| длина  | 90 см-1,1м  | 3,8-4м     | 6-8,2м     | 9,5м       | 10м        | 10-12м     | 12-14м     |
| высота | 65-70 см    | 1,5-1,8м   | 2,1-2,5м   | 2,7м       | 3м         | 3-3,1м     | 3,1-3,7м   |
| вес    | 25кг        | 135кг      | 2,5т       | 2,8-2,9т   | 3т         | 3-3,5т     | 3,7т       |
| угроза | все хищники | лигабуэйно | лигабуэйно | лигабуэйно | лигабуэйно | лигабуэйно | лигабуэйно |

## Галерея

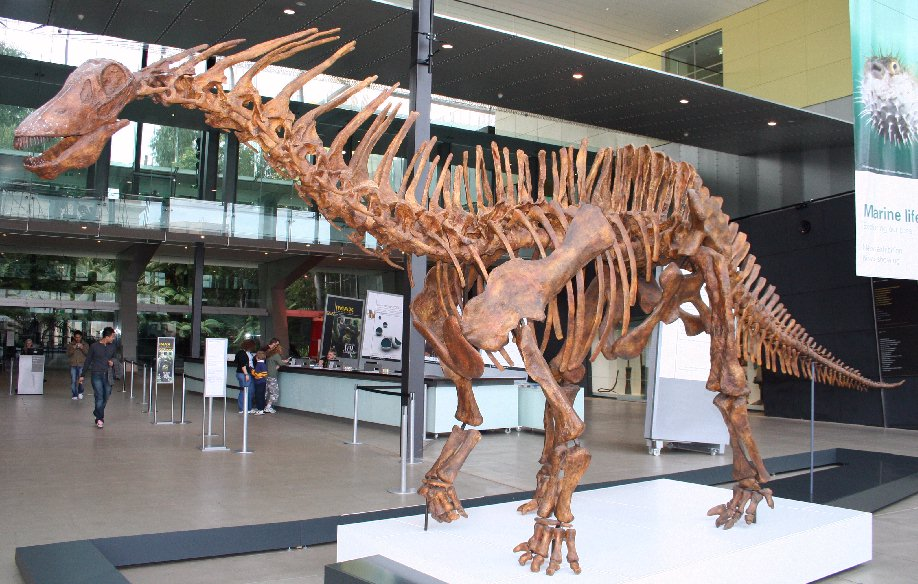
скелет амаргазавра в музее Мельбурна.
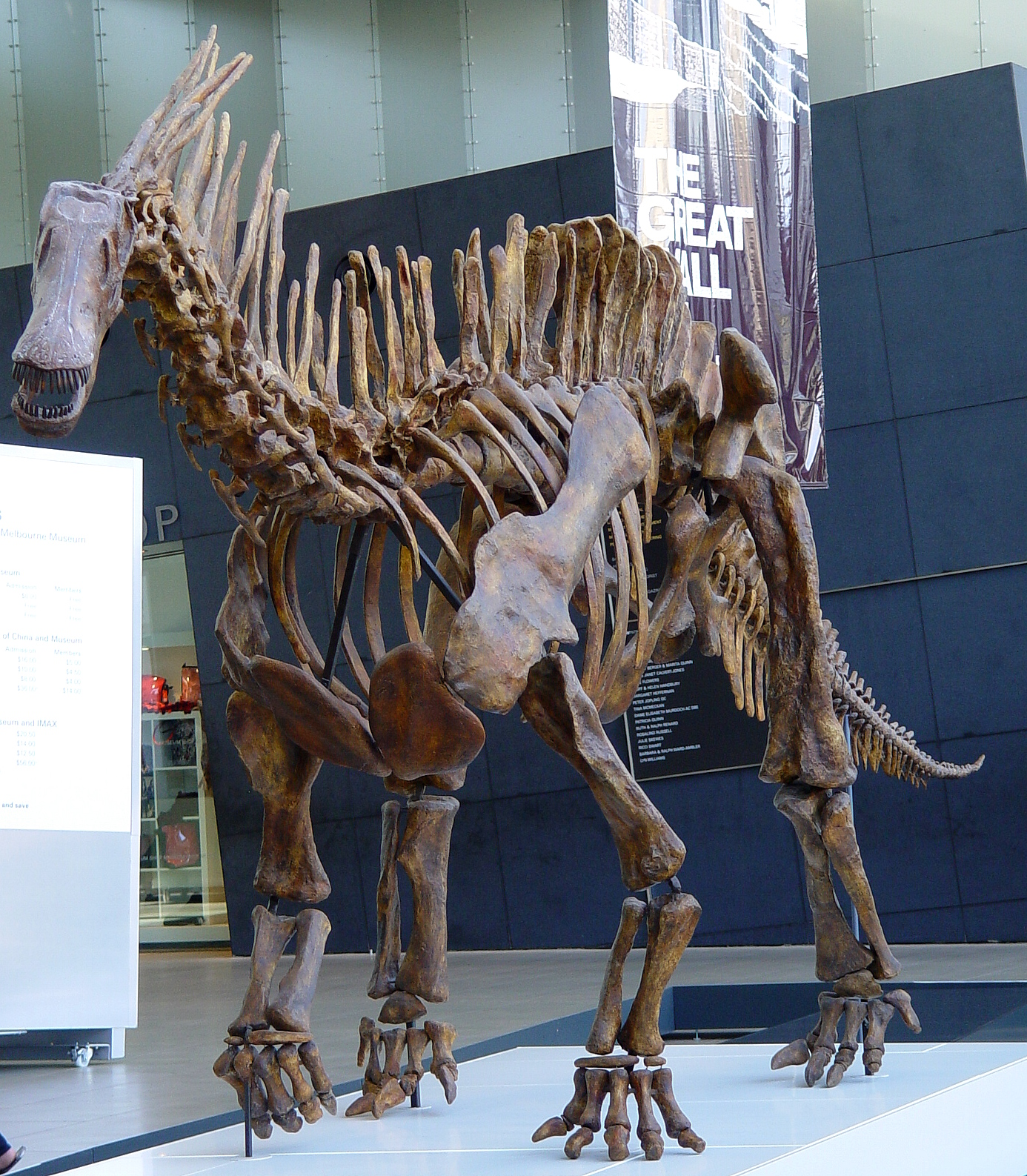
скелет амаргазавра
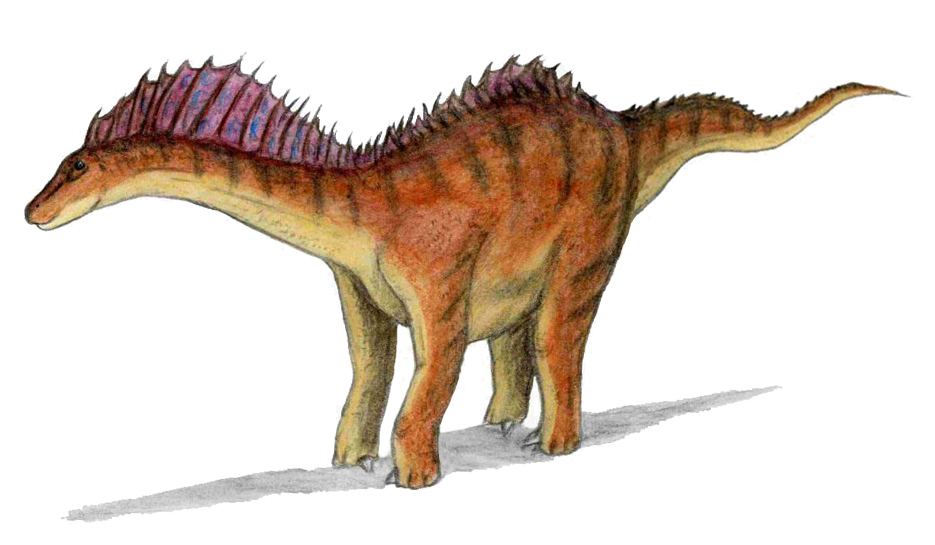
амаргазавр с «парусом»